# Manfred Loth
Manfred Loth (* 16. September 1943) ist ein deutscher Motorbootrennfahrer und lebt in Berlin. Er hat zwei Söhne, die beide kurzzeitig selbst Motorbootrennen gefahren sind.
Loth begann seine Motorsportkarriere 1962 auf zwei Rädern. 1967 gewann er auf der AVUS, als das Motorradrennen zum letzten Mal durch die Steilkurve führte. 1975 hörte er nach einem Sturz auf und stieg 1976 in den Bootsport ein. Bis er nach 1989 mit dem Motorsport aufhörte, war er oft am gleichen Wochenende in zwei, manchmal sogar in drei Klassen am Start und wäre 1985 fast dreifach Deutscher Meister geworden. Als er 1985 die höchste Auszeichnung, das Silberne Lorbeerblatt, in der Bad Godesberger Redoute überreicht bekam, stand er mit seinen Kollegen Jörg Lipinski und Ulrich Rochel in einer Reihe mit Boris Becker.

## Sportliche Erfolge
Loth begann in der Rennbootklassen OA (Außenborder bis 250 cm³, Bezeichnung ab 1986: O-250) und fuhr später auch in den Klassen OB, OC, OD und OE (Außenborder bis 350 cm³, 500 cm³, 700 cm³ bzw. 850 cm³; Bezeichnung ab 1986: O-350, O-500, O-700 bzw. O-850). Mit insgesamt 12 Deutschen Meisterschaften teilt er sich diesen Spitzenplatz mit Kurt Mischke.
- 1980 Europameister Klasse OC in Linz (Österreich)
- 1981 Deutscher Meister Klasse OC
- 1982 Europameister Klasse OC in Wien (Österreich)
- 1982 Deutscher Meister Klasse OB
- 1982 Deutscher Meister Klasse OC
- 1983 Deutscher Meister Klasse OB
- 1983 Deutscher Meister Klasse OC
- 1984 Weltmeister Klasse OC in Berlin-Tegel
- 1984 Europameister Klasse OC in Nottingham (Großbritannien)
- 1984 Deutscher Meister Klasse OB
- 1984 Deutscher Meister Klasse OC
- 1985 Weltmeister Klasse OC in Boretto (Italien)
- 1985 Europameister Klasse OB in Berlin-Tegel
- 1985 Deutscher Meister Klasse OA
- 1985 Deutscher Meister Klasse OB
- 1985 Deutscher Vizemeister Klasse OC
- 1987 Deutscher Meister Klasse O-250
- 1987 Deutscher Meister Klasse O-500
- 1988 Weltmeister Klasse O-500 in Stewartby (Bedfordshire, Großbritannien)
- 1988 Europameister Formel 500 (Serie)
- 1988 Deutscher Meister Klasse O-500

### Ehrenpreise
- 1985 Silbernes Lorbeerblatt
- 1978 Alfred Buysse Trophy (für die meisten innerhalb des Jahres in der Klasse OC weltweit gesammelten Rennpunkte)
- 1981 Alfred Buysse Trophy
- 1984 Alfred Buysse Trophy

| Personendaten    | Personendaten                 |
| ---------------- | ----------------------------- |
| NAME             | Loth, Manfred                 |
| KURZBESCHREIBUNG | deutscher Motorbootrennfahrer |
| GEBURTSDATUM     | 16. September 1943            |